# Erandique
Erandique (uit het Nahuatl: "Bij de elzen") is een gemeente (gemeentecode 1305) in het departement Lempira in Honduras.

## Ligging
Het dorp ligt op 65 km van Gracias, aan de voet van de berg Zacualpa. Door de gemeente stroomt de rivier Jupual.
Erandique is te bereiken vanuit La Esperanza, via San Juan of via Dolores. Deze tweede weg is echter erg slecht. Vanuit Erandique kan men verdergaan naar de gemeenten aan de grens met El Salvador. Er is openbaar vervoer naar Gracias en naar La Esperanza.
Rond het dorp liggen steile berghellingen. De bergen zijn bedekt met pijnbomen. Er zijn activiteiten om het bos te beschermen, maar de helft van de bevolking gebruikt het hout om op te koken. Het water haalt men uit rivieren en in mindere mate uit waterputten. De grond is ontstaan uit vulkanische rots. Tijdens het regenseizoen zijn de zandwegen moeilijk begaanbaar. Het klimaat is gematigd, met uitzondering van het droge seizoen.

## Beschrijving
Het dorp is in 1600 gesticht met de naam Cerquín. Het lag bij een berg die ook Cerquín heet. Later is het verplaatst naar de huidige locatie.
In het centrum zijn karakteristieke huisjes te vinden, die zijn gemaakt van leem. De straten zijn van keistenen.
De handel is belangrijk voor de economie van de gemeente. Ook wordt er koffie verbouwd en verwerkt. Verder wordt er maïs en bonen geteeld. Er zijn twee mijnen waar opaal wordt gewonnen: een in het dorp San Antonio Montaña en de andere dicht bij het dorp Gualguire.
In het dorp is een ziekenhuisje, maar ernstige gevallen worden naar het ziekenhuis van Gracias gebracht. Hiertoe beschikt de gemeente Erandique over een ambulance. In het dorp is verder een kleine kliniek die eigendom is van immigranten uit de Verenigde Staten.
In het dorp is internet aanwezig.

## Kerken
De bevolking is overwegend Rooms-katholiek. In Erandique zijn 3 kerken:
- San Sebastián, in de wijk Gualmaca. In deze wijk vindt op 20 januari het patroonfeest voor Sint-Sebastiaan plaats. Een belangrijk onderdeel is de Baile del negro ("Dans van de zwarte").
- Santa Bárbara, in het centrum. Uit deze kerk is een waardevol schilderij van Sint-Barbara gestolen.
- Erandique, in de wijk die ook Erandique heet. Deze kerk wordt gerestaureerd. De kerk bevatte enkele beelden die geschonken waren door de Spaanse pater Manuel Muñoz. Deze zijn ook gestolen.

Men hoopt dat door het instellen van de toeristische Lenca-route de historische schatten beter bewaard zullen worden.

## Bevolking
De bevolking is als volgt verdeeld:
| Vrouwen | 7948 | 50,2% |
| Mannen  | 7875 | 49,8% |

## Dorpen
De gemeente bestaat uit vijftien dorpen (aldea), waarvan het grootste qua inwoneraantal: Erandique (code 130501).

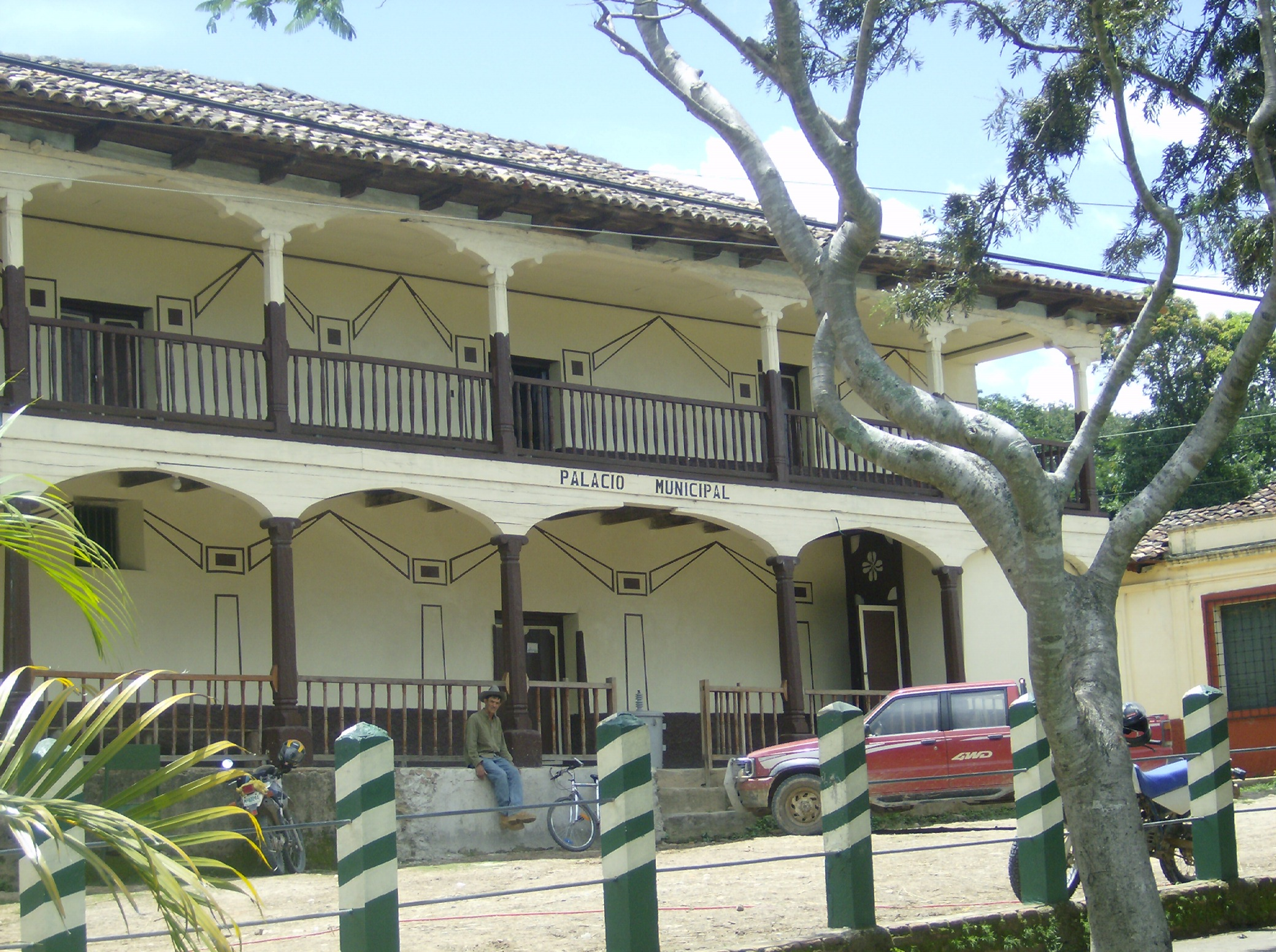
Burgemeesterskantoor van Erandique
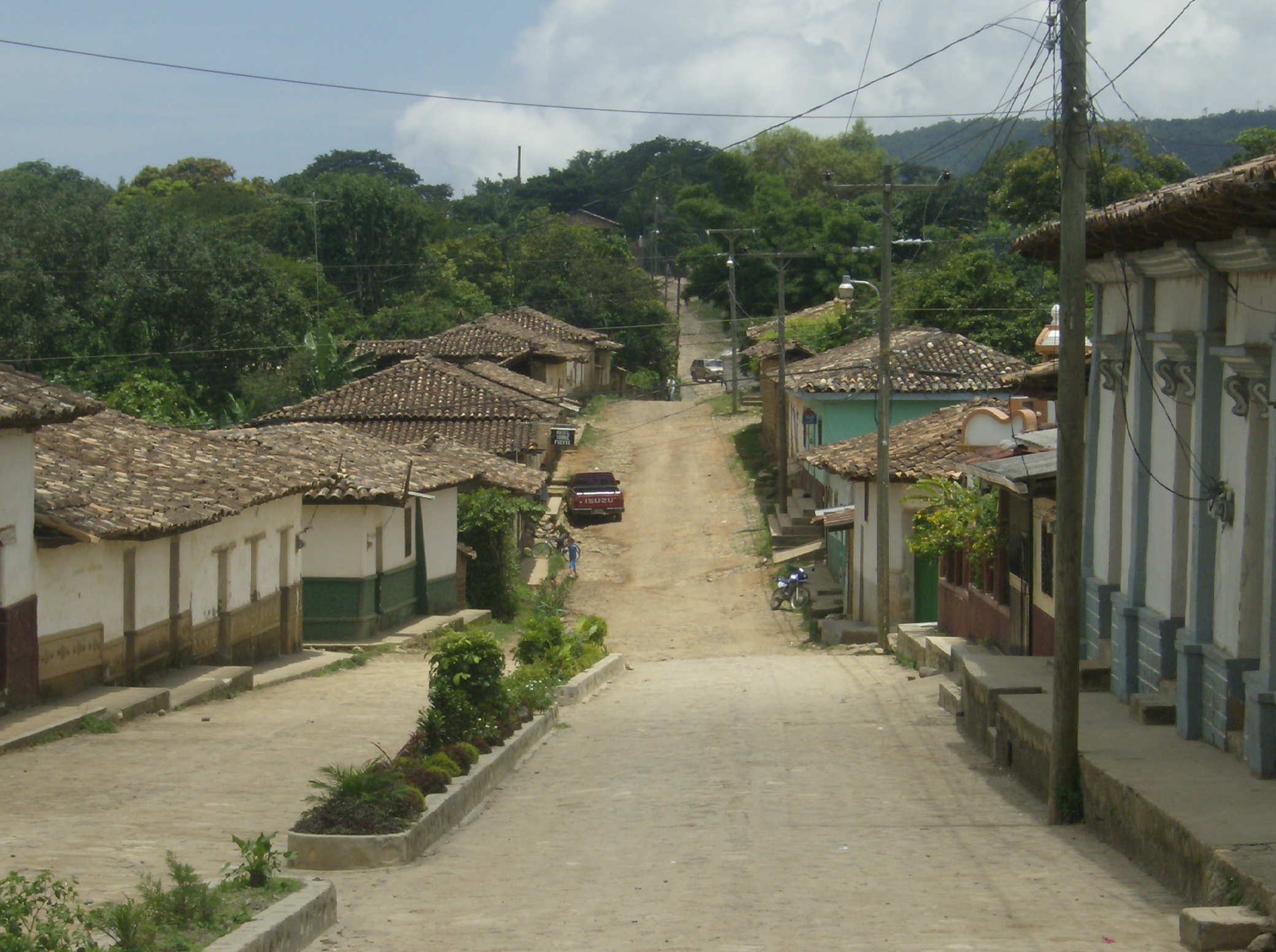
Straat in Erandique
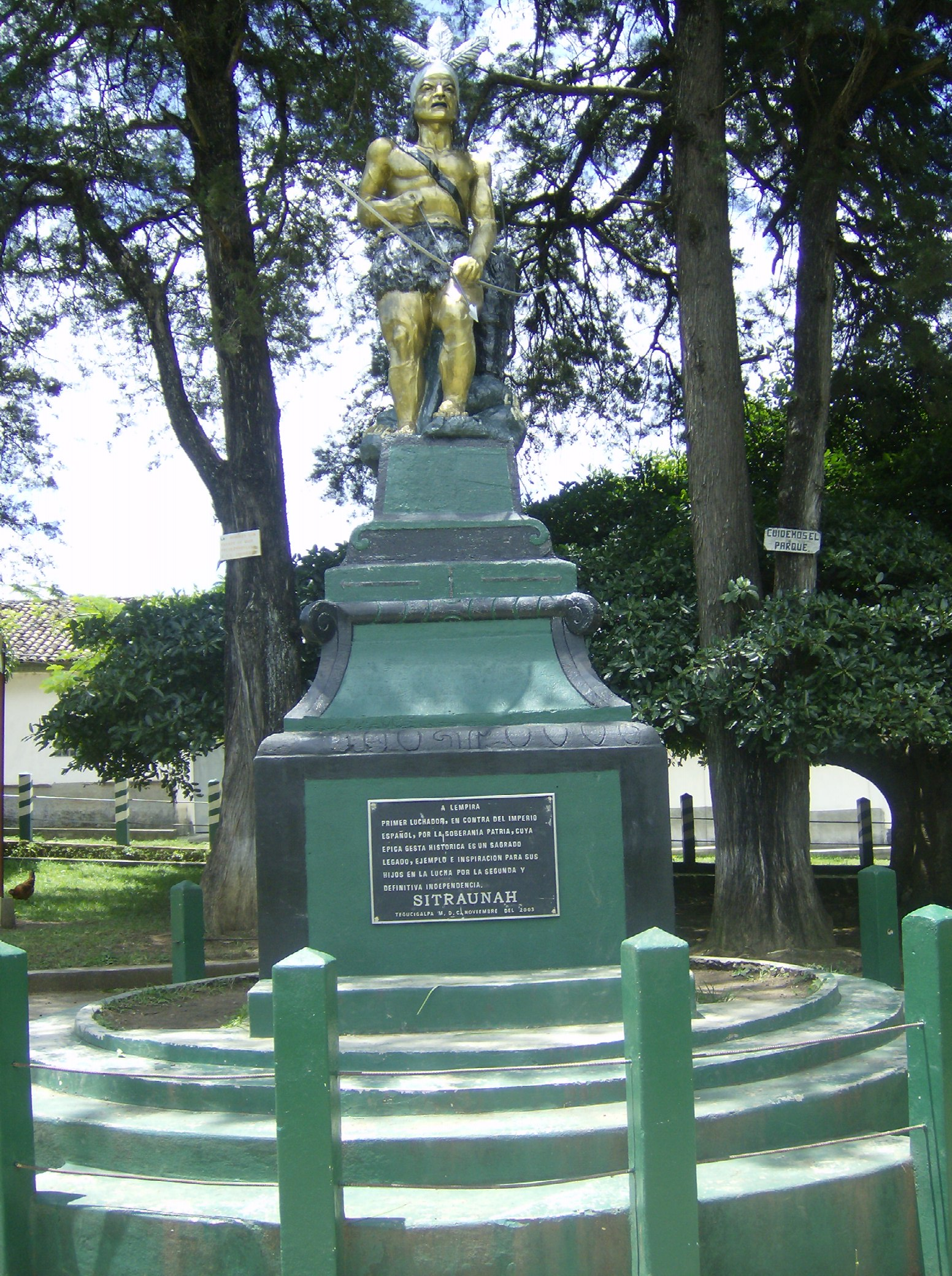
Standbeeld van Lempira